# فيريو-لو-غران (أين)
فيريو-لو-غران (بالفرنسية: Virieu-le-Grand)‏ هي بلدية فرنسية تقع في إقليم الأين في فرنسا. رمز إنسي لها هو 1452. أما الرمز البريدي لها فهو 1510.

## أعلام
- أونوريه فابري